# Штарке, Том
Том Штарке (нем. Tom Starke; 18 марта 1981, Фрайталь, Дрезден) — немецкий футболист, выступавший на позиции вратаря. Известен по выступлениям за клубы «Дуйсбург», «Хоффенхайм» и «Бавария».

## Карьера
Свою футбольную карьеру юный Том начал в команде «Шталь» из родного города Фрайталь. В 8 лет Штарке переехал в Дрезден, где стал выступать за местный клуб «Динамо».
В 2000 году футболистом заинтересовался леверкузенский «Байер», который позднее выкупил вратаря. За шесть лет в составе «аспириновых» Том провёл лишь 47 матчей, причём все — во второй команде.
Зимой 2004 года Том до конца сезона отправился в аренду в «Гамбург», где травму получили оба основных вратаря. Дебют Штарке в Бундеслиге состоялся 13 марта 2004 года в домашнем матче 14-го тура против берлинской «Герты», закончившемся победой «Гамбурга» со счётом 2:0. Отыграв за клуб всего два матча (один в основной команде и один — во второй), Том вернулся в «Байер».
Зимой 2006 года футболист решил принять предложение «Падерборна», выступавшего тогда во второй Бундеслиге, и подписал с клубом трёхлетний контракт. Всего за эту команду Том сыграл 47 матчей.
Летом 2007 года футболистом заинтересовался впервые вышедший тогда в Бундеслигу «Дуйсбург», которому был нужен вратарь, поскольку основной голкипер Георг Кох покинул команду. Таким образом, Том снова вернулся в главное немецкое первенство, дебютировав в «Дуйсбурге» 12 августа 2007 года в матче против дортмундской «Боруссии», в котором, к удивлению многих, победу одержал «Дуйсбург» со счётом 3:1. Всего за эту команду Штарке провёл 86 матчей, а в конце сезона 2009/10 даже успел побыть капитаном.
Летом 2010 года Том стал игроком «Хоффенхайма», за который провёл 58 матчей.
В мае 2012 года Штарке подписал контракт с мюнхенской «Баварией» до 2015 года. 31 октября 2012 года Том дебютировал за новый клуб во втором туре Кубка Германии по футболу в матче против «Кайзерслаутерна», отыграв на поле все 90 минут. Матч закончился со счетом 4:0 в пользу мюнхенцев.
Последним матчем в карьере Тома должна была стать игра финального тура Бундеслиги 2016/17 «Бавария» —  «Фрайбург» (4:1). Однако 21 сентября 2017 года Штарке пришлось возобновить карьеру из-за травмы основного вратаря мюнхенского клуба Мануэля Нойера. После окончания сезона 2017/18 Том повторно и на этот раз окончательно завершил спортивную карьеру, став тренером вратарей молодёжных команд «Баварии».

## Достижения
«Бавария»
- Чемпион Германии (6): 2012/13, 2013/14, 2014/15, 2015/16, 2016/17, 2017/18
- Обладатель Кубка Германии (3): 2013, 2014, 2015/16
- Победитель Лиги чемпионов (1): 2012/13
- Обладатель Суперкубка УЕФА (1): 2013
- Победитель Клубного чемпионата мира (1): 2013
- Итого: 11 трофеев